# جون س. بوغل
جون س. بوغل (بالإنجليزية: John Bogle) هو خبير مالي واقتصادي أمريكي، ولد في 8 مايو 1929 في مونتكلير ‏ في الولايات المتحدة، وتوفي في 16 يناير 2019 في برين مار ‏ في الولايات المتحدة بسبب سرطان المريء.

## وصلات خارجية
- الموقع الرسمي